# IHF Super Globe 2018
L'IHF Super Globe 2018 è stata la dodicesima edizione del Mondiale per Club di pallamano. Il torneo si è disputato a Doha, Qatar, nell'impianto che ha ospitato i Mondiali 2015, ovvero il Duhail Handball Sports Hall. Le partite si sono disputate dal 16 al 19 ottobre, con il 18 ottobre utilizzato come giorno di riposo.

## Squadre partecipanti
Alla competizione prendono parte i campioni continentali provenienti dall'AHF (Asia), dalla CAHB (Africa), dalla EHF (Europa), dall'OHF (Oceania) e dalla PATHF (Nord e Sud America).
| Squadra           | Qualificata come               |
| ----------------- | ------------------------------ |
| Barcelona Lassa   | Campioni in carica             |
| Hammamet HC       | 4º classificato CL Africana    |
| Al-Najma Club     | Vice-campion CL Asiatica       |
| Sydney University | Vincitori CL dell'Oceania      |
| Handebol Taubatè  | Vincitore CL Panamericana      |
| Montpellier HB    | Vincitore EHF Champions League |
| Füchse Berlino    | Wild card                      |
| Al Sadd           | Ospitante                      |

## Risultati

### Tabellone
|  | Quarti di finale       | Quarti di finale       |                        |         | Semifinali                | Semifinali                |  |  | Finale                 | Finale |
|  |                        |                        |                        |         |                           |                           |  |  |                        |        |
|  | 16 ottobre 2018, 13:00 |                        |                        |         |                           |                           |  |  |                        |        |
|  |                        |                        |                        |         |                           |                           |  |  |                        |        |
|  | Barcelona Lassa        | 37                     |                        |         |                           |                           |  |  |                        |        |
|  | Barcelona Lassa        | 37                     | 17 ottobre 2018, 17:00 |         |                           |                           |  |  |                        |        |
|  | Al-Najma               | 28                     |                        |         |                           |                           |  |  |                        |        |
|  | Al-Najma               | 28                     | Barcelona Lassa        | 37      |                           |                           |  |  |                        |        |
|  | 16 ottobre 2018, 15:00 |                        | Barcelona Lassa        | 37      |                           |                           |  |  |                        |        |
|  |                        | Montpellier            | 30                     |         |                           |                           |  |  |                        |        |
|  | Montpellier            | Montpellier            | 30                     | 31      |                           |                           |  |  |                        |        |
|  | Montpellier            |                        | 19 ottobre 2018, 19:00 | 31      |                           |                           |  |  |                        |        |
|  | Hammamet               | 22                     |                        |         |                           |                           |  |  |                        |        |
|  | Hammamet               | 22                     | Barcelona Lassa        | 29      |                           |                           |  |  |                        |        |
|  | 16 ottobre 2018, 17:00 |                        | Barcelona Lassa        | 29      |                           |                           |  |  |                        |        |
|  |                        | Füchse Berlino         | 24                     |         |                           |                           |  |  |                        |        |
|  | Taubaté                | Füchse Berlino         | 24                     | 25      |                           |                           |  |  |                        |        |
|  | Taubaté                | 17 ottobre 2018, 19:00 |                        | 25      |                           |                           |  |  |                        |        |
|  | Füchse Berlino         | 30                     |                        |         |                           |                           |  |  |                        |        |
|  | Füchse Berlino         | 30                     | Füchse Berlino         | 26      | Finale per il terzo posto | Finale per il terzo posto |  |  |                        |        |
|  | 16 ottobre 2018, 19:00 |                        | Füchse Berlino         | 26      | Finale per il terzo posto | Finale per il terzo posto |  |  |                        |        |
|  |                        | Al Sadd                | 20                     |         |                           |                           |  |  |                        |        |
|  | Al Sadd                | Al Sadd                | 20                     | 27      | Montpellier               | 33                        |  |  |                        |        |
|  | Al Sadd                |                        |                        | 27      | Montpellier               | 33                        |  |  |                        |        |
|  | Sydney UNI HC          | 22                     |                        | Al Sadd | 24                        |                           |  |  |                        |        |
|  | Sydney UNI HC          | 22                     |                        |         | 24                        |                           |  |  |                        |        |
|  |                        |                        |                        |         |                           |                           |  |  | 19 ottobre 2018, 17:00 |        |
|  |                        |                        |                        |         |                           |                           |  |  |                        |        |

### Tabellone 5º-8º posto
|  | Semifinali 5º-8º posto | Semifinali 5º-8º posto | Semifinali 5º-8º posto |         |          | Finale 5º posto | Finale 5º posto | Finale 5º posto |  |
|  |                        |                        |                        |         |          |                 |                 |                 |  |
|  | Al-Najma               | Al-Najma               | 26                     |         |          |                 |                 |                 |  |
|  | Al-Najma               | Al-Najma               | 26                     |         |          |                 |                 |                 |  |
|  | Hammamet               | Hammamet               | 27                     |         |          |                 |                 |                 |  |
|  | Hammamet               | Hammamet               | 27                     |         | Hammamet | Hammamet        | 24              |                 |  |
|  |                        |                        |                        |         | Hammamet | Hammamet        | 24              |                 |  |
|  |                        |                        | Taubaté                | Taubaté | 34       |                 |                 |                 |  |
|  | Taubaté                | Taubaté                | Taubaté                | Taubaté | 34       | 38              |                 |                 |  |
|  | Taubaté                | Taubaté                |                        |         |          | 38              |                 |                 |  |
|  | Sydney UNI             | Sydney UNI             | 18                     |         |          | Finale 7º posto | Finale 7º posto | Finale 7º posto |  |
|  | Sydney UNI             | Sydney UNI             | 18                     |         |          |                 |                 |                 |  |
|  |                        |                        |                        |         |          |                 |                 |                 |  |
|  |                        |                        |                        |         |          | Al-Najma        | Al-Najma        | 28              |  |
|  |                        |                        |                        |         |          | Al-Najma        | Al-Najma        | 28              |  |
|  |                        |                        |                        |         |          | Sydney UNI      | Sydney UNI      | 26              |  |

## Campioni
| Vincitore IHF Super Globe 2018 |
| ------------------------------ |
| Barcelona 4º titolo            |